# Les Ormes-sur-Voulzie
Les Ormes-sur-Voulzie är en kommun i departementet Seine-et-Marne i regionen Île-de-France i norra Frankrike. Kommunen ligger i kantonen Bray-sur-Seine som tillhör arrondissementet Provins. År 2022 hade Les Ormes-sur-Voulzie 862 invånare.

## Befolkningsutveckling
Antalet invånare i kommunen Les Ormes-sur-Voulzie
| Referens: INSEE |